# Mick Blue
Mick Blue és un actor pornogràfic austríac, director i pilot de curses d'automòbils.

## Carrera
El gener de 2005, Blue va signar un contracte exclusiu d'interpretació i direcció amb Zero Tolerance Entertainment. El seu debut com a director es va titular Meet the Fuckers. També va dirigir per Elegant Angel sant el nom artístic de Grazer. El juny de 2015, Blue, Anikka Albrite i Maestro Claudio formaren la productora BAM Visions d'Evil Angel.
El 2017, Blue va anunciar la seva nova carrera de carreres a través de YouTube, afirmant que era el seu somni ser-ne una des que era petit. Té com a objectiu entrar a la IndyCar Series el 2020.

### Aparicions als mitjans principals
Blue va protagonitzar un documental austríac titulat Porno Unplugged. També va interpretar un DJ a la pel·lícula austríaca del 2015 Chimney or Pit.
Blue fou situat en la llista de CNBC "The Dirty Dozen: Porn's biggest stars" de 2016.

## Vida personal
Blue es va casar amb l'actriu porno americana Anikka Albrite el 2014.
El 2015, Blue i Albrite van guanyar els Premis AVN a l'artista masculí i a l'artista femení de l'any, convertint-se en la primera parella casada de la història dels AVN Awards en guanyar tots dos. premis simultàniament.

## Premis
| Any                              | Categoria                                           | Treball nominat                | Co-guanyadors |
| -------------------------------- | --------------------------------------------------- | ------------------------------ | --- |
| 2010                             | Millor escena de sexe en grup                       | 2040                           | Alektra Blue, Brad Armstrong, Jayden Jaymes, Jessica Drake, Kayla Carrera, Kaylani Lei, Kirsten Price, Marcus London, Mikayla Mendez, Randy Spears, Rocco Reed, T.J. Cummings and Tory Lane |
| 2012                             | Millor escena de sexe a tres bandes (noi/noi/noia)  | Asa Akira Is Insatiable 2      | Asa Akira i Toni Ribas |
| 2012                             | Millor escena de doble penetració                   | Asa Akira Is Insatiable 2      | Asa Akira i Toni Ribas |
| 2013                             | Asa Akira Is Insatiable 3                           | Asa Akira i Ramón Nomar        | |
| 2013                             | Asa Akira Is Insatiable 3                           | Millor escena de sexe en grup  | Asa Akira, Erik Everhard i Ramón Nomar |
| 2013                             | Millor escena de sexe a tres bandes (noi/noi/noia)  | Lexi                           | Lexi Belle i Ramón Nomar |
| 2014                             | Millor escena de sexe anal                          | Anikka                         | Anikka Albrite |
| 2014                             | Millor escena de sexe en grup                       | The Gang Bang of Bonnie Rotten | Bonnie Rotten, Jordan Ash, Karlo Karrera i Tony DeSergio |
| 2015                             | Millor escena de sexe de doble penetració           | Anikka 2                       | Anikka Albrite i Erik Everhard |
| 2015                             | Millor escena de sexe en grup                       | Gangbang Me                    | A.J. Applegate, Erik Everhard, James Deen, Jon Jon, John Strong, Mr. Pete i Ramón Nomar |
| 2015                             | Millor escena de sexe a tres bandes (noi/noi/noia)  | Allie                          | Allie Haze i Ramón Nomar |
| 2015                             | Artista masculí estranger de l'any                  | N/D                            | N/D |
| 2015                             | Escena sexual més escandalosa                       | Gangbang Me                    | Adriana Chechik, Erik Everhard i James Deen |
| 2016                             | Millor escena de sexe anal                          | Being Riley                    | Riley Reid |
| 2016                             | Millor escena de sexe en grup                       | Gangbang Me 2                  | Erik Everhard, James Deen, Jon Jon, John Strong i Keisha Grey |
| 2016                             | Millor escena de sexe a tres bandes (noia/noia/noi) | Anikka's Anal Sluts            | Anikka Albrite i Valentina Nappi |
| 2016                             | Artista masculí estranger de l'any                  | N/D                            | N/D |
| 2017                             | Artista masculí estranger de l'any                  | N/D                            | N/D |
| Membre del Saló de la fama d'AVN |                                                     | N/D                            | N/D |

| Any  | Categoris                      | Treball nominat |
| ---- | ------------------------------ | --------------- |
| 2007 | Millor artista masculí europeu | N/D             |

| Any  | Categoria    | Treball nominat |
| ---- | ------------ | --------------- |
| 2008 | MIllor actor | The Resolution  |

| Any  | Categoria                                 | Treball nominat | Co-guanyadors  |
| ---- | ----------------------------------------- | --------------- | -------------- |
| 2015 | Premi del Jurat a la millor parella porno | N/D             | Anikka Albrite |

| Any  | Categoria                          | Treball nominat |
| ---- | ---------------------------------- | --------------- |
| 2015 | Artista masculí estranger de l'any | N/D             |

| Any  | Categoria                                 | Treball nominat               | Co-guanyadors                                                           |
| ---- | ----------------------------------------- | ----------------------------- | ----------------------------------------------------------------------- |
| 2013 | Millor escena (llargmetratge)             | Wasteland                     | David Perref, Lily Carter, Lily LaBeau, Ramón Nomar i Toni Ribas        |
| 2014 | Millor escena (estrena no llargmetratge)  | The Gangbang of Bonnie Rotten | Bonnie Rotten, Jordan Ash, Karlo Karrera i Tony DeSergio                |
| 2014 | Millor escena (estrena parelles temàtica) | Hotel No Tell                 | N/D                                                                     |
| 2015 | Millor escena (estrena no llargmetratge)  | Gangbang Me                   | Adriana Chechik, Criss Strokes, Erik Everhard, James Deen i John Strong |
| 2017 | Millor escena sexual – llargmetratge      | N/D                           | Anikka Albrite i Sara Luvv                                              |
| 2022 | Artista masculí estranger de l'any        |                               |                                                                         |